# Хиннеруп
Хиннеруп (дат. Hinnerup) — город в коммуне Фаврсков в области Центральная Ютландия в Дании. Он расположен к северу от Орхуса, и по сути является его пригородом. Орхус и Хиннеруп соединяют деревни Сёфтен, Лисбьерг и Скейбю.
На западе, город граничит с лесами Фрайсенборг, а на востоке, в 2 км проходит европейский маршрут E45. На юге города строятся деловые районы.
Город разделен на два церковных прихода, северная и крупнейшая часть города находится в приходе Халлум, а южная и меньшая часть — в приходе Грунфёр. Торговая зона, бывшая мэрия и железнодорожная станция расположены в приходе Халлум.
На улице Фреденсгаде во время Рождества включаются огни, которые привлекают в среднем 45000 человек в декабре каждого года.
Центральное здание — Библиотека и дом культуры Хиннерупа (дат. Hinnerup Bibliotek og Kulturhus), которое открылось в 1993 году. Оно было построено по проекту архитектора Ханса Петера Нильсена из компании 3XN, базирующейся в Орхусе. В апреле 2002 года здание сильно пострадало из-за пожара, который оказался поджогом, но в ноябре того же года, библиотека снова открылась.

## История
Первое упоминание о Хиннерупе появилось в 1299 году, и он упоминался как Хиндторп. Возможно, город был основан иммигрантами из Грунфёра.
Хиннеруп изначально состоял из 5 ферм и небольшого количества домов. Изначальная территория Хиннерупа в данный момент зовётся «Старым Хиннерупом» и находится к югу от современного центра города. Эта территория принадлежит приходу Грунфёр.
В Хиннерупе была средневековая церковь, которая была снесена где-то около 1600 года. Сейчас, на месте церкви расположена школа, а город с тех пор обслуживают церкви в двух приходах.
1862 год ознаменовали как год основания современного Хиннерупа. В городе была построена железнодорожная станция, которая находилась на главной железной дороге Ютландии.
Согласно документам, датирующимся 1879 годом, Хиннеруп развивался за счет железнодорожной станции и продуктового магазина, хотя там были также фабрика по производству целлюлозы и предприятие по резьбе по дереву.
К 1900 году, Хиннеруп медленно развивался за счет целлюлозной фабрики и других промышленных предприятий. В 1950-х, часть Хиннерупа с железнодорожной станцией соединилась с пригородами.
C 1960-х годов, много территорий в Хиннерупе было выделено для строительства двухквартирных домов. С 1967 по 2007 годы, Хиннеруп был административным центром коммуны Хиннеруп, которая была упразднена и вошла в состав коммуны Фаврсков в области Центральная Ютландия.
В 2012 году, было отмечено 150-летие города. На него прибыли кронпринц Фредерик и кронпринцесса Мэри.